# Arno van Zwam
Arno van Zwam (né le 16 septembre 1969 à Beneden-Leeuwen) est un footballeur néerlandais des années 1990 et 2000.

## Biographie
Arno van Zwam évolua au poste de gardien de but. Il commença dans le club de Fortuna Sittard, en 1992 jusqu'en 2000. Il remporta une D2 en 1995. Il prit la direction du Japon pendant trois saisons, avec le club du Júbilo Iwata. Il remporta un championnat nippon en 2002 et une coupe de l'Empereur en 2003. Fort de ses prestations au Japon, il fut récompensé en faisant partie de la J. League Best Eleven en 2001. Puis il retourna aux Pays-Bas en 2003, pour le club de NAC Breda, jusqu'en 2007, sans rien remporter. Depuis il arrêta sa carrière de footballeur, pour être actuellement entraîneur des gardiens au NAC Breda.

## Palmarès
- Championnat du Japon de football
  - Champion en 2002
  - Vice-champion en 2001 et en 2003
- Coupe du Japon de football
  - Vainqueur en 2003
- Coupe de la Ligue japonaise de football
  - Finaliste en 2001
- Ligue des Champions de l'AFC
  - Finaliste en 2001
- J. League Best Eleven
  - Récompensé en 2001
- Championnat des Pays-Bas de football D2
  - Champion en 1995